# Vuohisaari (ö i Södra Savolax, S:t Michel, lat 62,08, long 27,08)
Vuohisaari är en ö i Finland. Den ligger i sjön Kyyvesi och i kommunen Sankt Michel i den ekonomiska regionen  S:t Michel och landskapet Södra Savolax, i den södra delen av landet, 240 km nordost om huvudstaden Helsingfors. Öns area är 4,3 hektar och dess största längd är 370 meter i nord-sydlig riktning.